# 7634 Shizutani-Kou
7634 Shizutani-Kou este un asteroid din centura principală de asteroizi.

## Descriere
7634 Shizutani-Kou este un asteroid din centura principală de asteroizi. A fost descoperit pe 14 noiembrie 1982 la Kiso de Hiroki Kosai și Kiichiro Hurukawa. Asteroidul prezintă o orbită caracterizată de o semiaxă mare de 3,18 ua, o excentricitate de 0,20 și o înclinație de 2,6° în raport cu ecliptica.